# Kathrin Resetarits

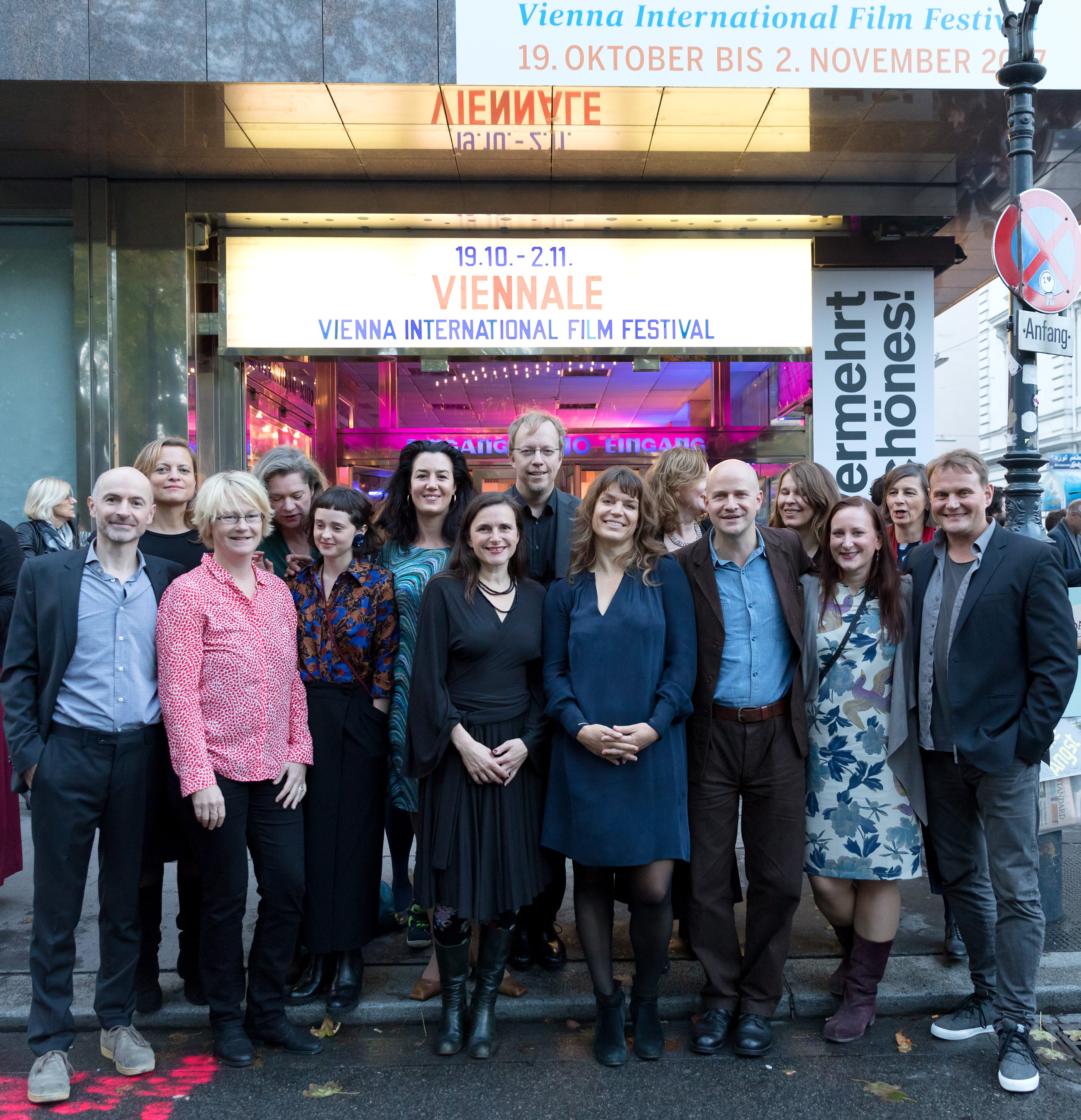
Kathrin Resetarits (vorne, 4.v.r.) mit einem Teil des Film-Teams von Licht bei der Viennale 2017

Kathrin Resetarits (* 13. Juni 1973 in Wien) ist eine österreichische Regisseurin, Schauspielerin, Schriftstellerin und Dramaturgin.

## Biografie
Aufgewachsen ist die Tochter des Kabarettisten Lukas Resetarits in Bisamberg bei Wien. Sie besuchte die Studienfachrichtungen Theaterwissenschaften, Philosophie und Publizistik in Wien und absolvierte ein Regie-Studium bei Wolfgang Glück an der Filmakademie Wien.
1998 erhielt sie für ihren Film Ägypten (1997) unter anderem den Preis für Innovatives Kino des Diagonale Filmfestivals und einen Golden Spire Award. Resetarits engagiert sich außerdem für weibliche Filmschaffende im österreichischen Film und ist Vorstandsmitglied des Vereins FC Gloria Frauen – Vernetzung – Film.
Seit Ich tanze nicht (1999) wirkt sie bei den Programmen ihres Vaters als Co-Autorin mit. Seit 2001 ist sie künstlerische Assistentin bei Michael Haneke.
Seit 2011 unterrichtet sie Buch und Dramaturgie unter anderem an der Filmakademie Wien.

## Filmografie

### Regie und Drehbuch
- 1997: Ägypten
- 1999: Fremde
- 2006: Ich bin ich

#### Co-Regie
- 2011: Michael – Regie: Markus Schleinzer

#### Künstlerische Assistenz bei Filmen von Michael Haneke
- 2001: Die Klavierspielerin
- 2003: Wolfzeit
- 2005: Caché
- 2007: Funny Games U.S.
- 2009: Das weiße Band – Eine deutsche Kindergeschichte
- 2012: Amour
- 2017: Happy End

### Drehbuch
- 2017: Licht – Regie: Barbara Albert
- 2022: Schrille Nacht (Fernsehfilm)

### Darstellerin
- 1998: Sonnenflecken (Kurzfilm)[7] – Regie: Barbara Albert
- 2002: Ikarus[8] – Regie: Bernhard Weirather
- 2002: Richtung Zukunft durch die Nacht[9] – Regie: Jörg Kalt
- 2003: Böse Zellen – Regie: Barbara Albert
- 2005: Crash Test Dummies[10] – Regie: Jörg Kalt
- 2005: Mein Mörder (TV)
- 2006: Fallen – Regie: Barbara Albert
- 2009: Der Knochenmann – Regie: Wolfgang Murnberger
- 2010: Schnell ermittelt – Regie: Andreas Kopriva
- 2012: Waves – Regie: Corrado Sassi
- 2013: The Resort – Regie: Clarissa Thieme
- 2017: In My Room – Regie: Ulrich Köhler
- 2018: L’Animale – Regie: Katharina Mückstein
- 2022: Schrille Nacht (Fernsehfilm)
- 2025: Wenn du Angst hast nimmst du dein Herz in den Mund und lächelst

## Veröffentlichungen
- Vögel sind zu Besuch. Czernin Verlag, Wien 2007, ISBN 978-3-7076-0244-9 (Geschichten).
- Anthologien:
  - ich weiß warum ich so fröhlich bin. In: Gustav Ernst, Karin Fleischanderl (Hrsg.): Zum Glück gibt's Österreich. Junge österreichische Literatur (= Wagenbachs Taschenbücherei. 456). Wagenbach, Berlin 2003, ISBN 3-8031-2456-5, S. 106–109.
  - Martin G. Wanko (Hrsg.): Schwarzer Freitag. Forum Stadtpark – Literatur, Graz 2005, ISBN 3-901109-11-0.

## Auszeichnungen
Regie
Ägypten (1997):
- Preis für innovatives Kino – Diagonale 98 (A)
- Best documentary Award – Humboldt 98 Int. Film Festival (USA)
- The Golden Spire – San Francisco 98 Golden Gate Award Int. Film (USA)
- First Prize for Experimental – New York Expo of Short Film 98 (USA)
- Director’s Choice – Black Maria Festival 99 New Jersey (USA)
- Best Sound Design – Ann Arbor 99 (USA)

Fremde (1999):
- CA-Kurzfilmpreis – Viennale 99 (A)
- Hauptpreis des internationalen Wettbewerbs, Kurzfilmtage Oberhausen 2000 (D)

Ich bin ich (2006):
- Preis der Jury, Internationales Filmfestival für Kurzfilme in Uppsala (S)
- Festival dei Popoli, Florenz (I)

Schauspiel
- 2005: Beste Schauspielerin für den Film Crash Test Dummies, CINESSONNE – Festival du Cinéma européen en Essonne in Ris-Orangis bei Paris (F)
- 2006: Österreichs Shooting Star des Europäischen Films, Berlinale (D)

Drehbuch
- 2018: Thomas-Pluch-Drehbuchpreis für Licht[11]